# نیوری (پنسیلوانیا)
نیوری (به انگلیسی: Newry) یک منطقهٔ مسکونی در ایالات متحده آمریکا است که در شهرستان بلیر، پنسیلوانیا واقع شده‌است. نیوری ۰٫۲۵ کیلومتر مربع مساحت و ۲۳۰ نفر جمعیت دارد و ۳۲۰٫۰۴ متر بالاتر از سطح دریا واقع شده‌است.